# Ischnura posita
Ischnura posita – gatunek ważki z rodziny łątkowatych (Coenagrionidae). Występuje na terenie Ameryki Północnej, Oceanii i Ameryki Środkowej.